# 1848년 이탈리아 혁명
1848년 이탈리아 혁명은 1848년 유럽에서 벌어진 혁명의 일환으로, 이탈리아반도와 시칠리아에서 자유주의 정부를 원하는 지식인들과 선동가들이 주도한 조직적인 반란이 일어났다. 이들은 이탈리아 민족주의자로서 반동적인 오스트리아의 지배를 종식시키고자 했다. 당시 이탈리아는 단일 국가가 아니라 여러 개의 국가로 나뉘어 있었으며, 특히 북부 이탈리아는 오스트리아 제국의 직·간접적인 지배를 받고 있었다. 외세로부터의 독립과 오스트리아의 보수적인 통치에 대한 반발심이 커지면서, 이탈리아 혁명가들은 오스트리아를 몰아내기 위해 혁명을 일으켰다. 이 혁명의 중심에는 사르데냐 왕국이 있었다.
롬바르디아 베네치아 왕국 내에서도 밀라노에서 일어난 봉기로 인해 오스트리아군 총사령관 라데츠키 장군은 ‘사각 요새’로 후퇴할 수밖에 없었다. 당시 피에몬테-사르데냐 왕국을 통치하던 카를로 알베르토 왕(1831~1849 재위)은 교황 비오 9세의 지지를 받아 이탈리아를 통일하려는 야망을 품고 있었다. 그는 1848년 3월 오스트리아에 선전포고를 하고 ‘사각 요새’에 대한 전면적인 공격을 개시했다. 그러나 동맹국 없이 고립된 그는 오스트리아군을 상대하기에 역부족이었고, 결국 1848년 7월 24일 쿠스토자 전투에서 패배했다. 이후 그는 휴전 협정을 체결하고 롬바르디아에서 군대를 철수했으며, 이로 인해 오스트리아는 이탈리아에서 계속해서 강한 영향력을 행사했다. 이탈리아가 분열된 상태를 벗어나 오스트리아의 지배에서 벗어나게 된 것은 이후 제2차 이탈리아 독립 전쟁이 벌어진 후의 일이었다.